# عبد الوهاب النعيمي
عبد الوهاب النعيمي  ، سياسي ومحامي عراقي وعضو في المجلس التأسيسي للمملكة العراقية  الذي تولى مهمة تأسيس الدولة العراقية بعد مؤتمر القاهرة 1920م، والذي تركز حول استقلال العراق عن الدولة العثمانية بعد انتفاضة العراقيين التي سميت بثورة العشرين، والتي تمخض عنها تشكيل الحكومة الانتقالية برئاسة نقيب إشراف بغداد عبد الرحمن الكيلاني النقيب. حيث تولى المجلس التأسيسي مهمة تاسيس المملكة العراقية ومناداة الأمير فيصل الأول ملكاً على العراق.

## نشأته الوطنية
شغل عبد الوهاب بك النعيمي في بداية حياته منصب باشكاتب «مدير عام» دائرة العقار (الطابو) التابعة لولاية بغداد في الدولة العثمانية، والتي كانت تشرف على ولايتي الموصل والبصرة، ذلك المنصب الذي جعلهُ يتنقل بين بغداد والعاصمة إسطنبول لتنظيم شؤون الأملاك والعقارات والأراضي الحكومية والزراعية في أرجاء العراق، وهذا المنصب قد ساعده أيضاً على تكوين علاقات مهمة مع العديد من الشخصيات الوطنية العراقية من مدنيين وعسكريين من الذين لعبوا دوراً في استقلال العراق وتأسيس دولته، منهم نقيب أشراف بغداد عبد الرحمن الكيلاني النقيب وعبد المحسن السعدون والفريق نوري سعيد باشا الذي أصبح لاحقا رئيساً للوزراء والفريق جعفر العسكري، والذي أسهم عبد الوهاب النعيمي بترشيح اسمه لتولي وزارة الدفاع، وكذلك علاقته الوطيدة بكل من بكر صدقي الذي قاد أول انقلاب عسكري في المنطقة عام 1936م، ورشيد عالي الكيلاني الذي قاد ثورة مايس عام 1941م، وصار رئيسا لوزراء حكومة الإنقاذ بعد دخول العراق في الحرب العالمية الثانية.

## نشاطاته السياسية
كما كان عبد الوهاب النعيمي ناشطا في الجمعيات التي تدعو لاستقلال العراق من الحكم العثماني، وعند تأسيس العراق ونظرا لمكانته وعلاقاته مع الكثير من الشخصيات السياسية والعسكرية المؤثرة، اختاره عبد الرحمن النقيب عضواً في المجلس التأسيسي الذي كانت من مهامه تأسيس المملكة العراقية وتأسيس الوزارات والدوائر المختلفة حيث، ولعب دورا في ترشيح بعض الوزراء والمسؤولين وبتأسيس بعض المؤسسات الحكومية للدولة العراقية. وعند تشكيل الحكومة الجديدة والتي ترئسها عبد الرحمن النقيب كأول رئيس وزراء عراقي، والتي سميت بالحكومة الانتقالية، أختير عبد الوهاب النعيمي لمنصب مديرا عاما لمديرية العقاري، ثم تقلد بعد ذلك عدد من المناصب الحكومية.

## مراسلاته في تأسيس الدولة العراقية
عرف من خلال مراسلاته مع الشخصيات الوطنية العراقية المقيمة في كل من بغداد وإستانبول والموصل والبصرة، والتي تمحورت حول المداولات الخاصة بتأسيس العراق والكيفية التي بموجبها يرى تاسيس دوائر العراق ومؤسساته الحكومية، وترشيح الأشخاص البارزين لتولي المهام الحكومية. والتي جمعها ووضعها تحت عنوان «يوميات عبد الوهاب النعيمي»، والتي أستعان بها مؤرخو حقبة العهد الملكي من أمثال عبد الرزاق الحسني وجعفر الخياط في التثبت من بعض الحقائق والأحداث وراء الكواليس والتي لعبت دورا في تأسيس دولة العراق عام 1921م.

## توليه المناصب الحكومية
رشح لمنصب عضو مجلس الأعيان عام 1928، إلا أنه أصيب بمرض عضال وهو في إستانبول مبعوثاً مع الوفد الحكومي الذي زار تركيا للتفاوض بشأن ترسيم الحدود العراقية مع تركيا والمطالبة ببعض الأراضي ذات الطبيعة السكانية العربية يومذاك ديار بكر، وتوفي بعد عودته بفترة وجيزة من نفس العام.